# فاگون (فیلم)
فاگون (به هندی: Phagun) فیلمی محصول سال ۱۹۷۳ و به کارگردانی راجیندر سینگ بدی است. در این فیلم بازیگرانی همچون درمندرا، وحیده رحمان، جایا باچان، اوم پراکاش ایفای نقش کرده‌اند.